# St. Marien (Angermünde)

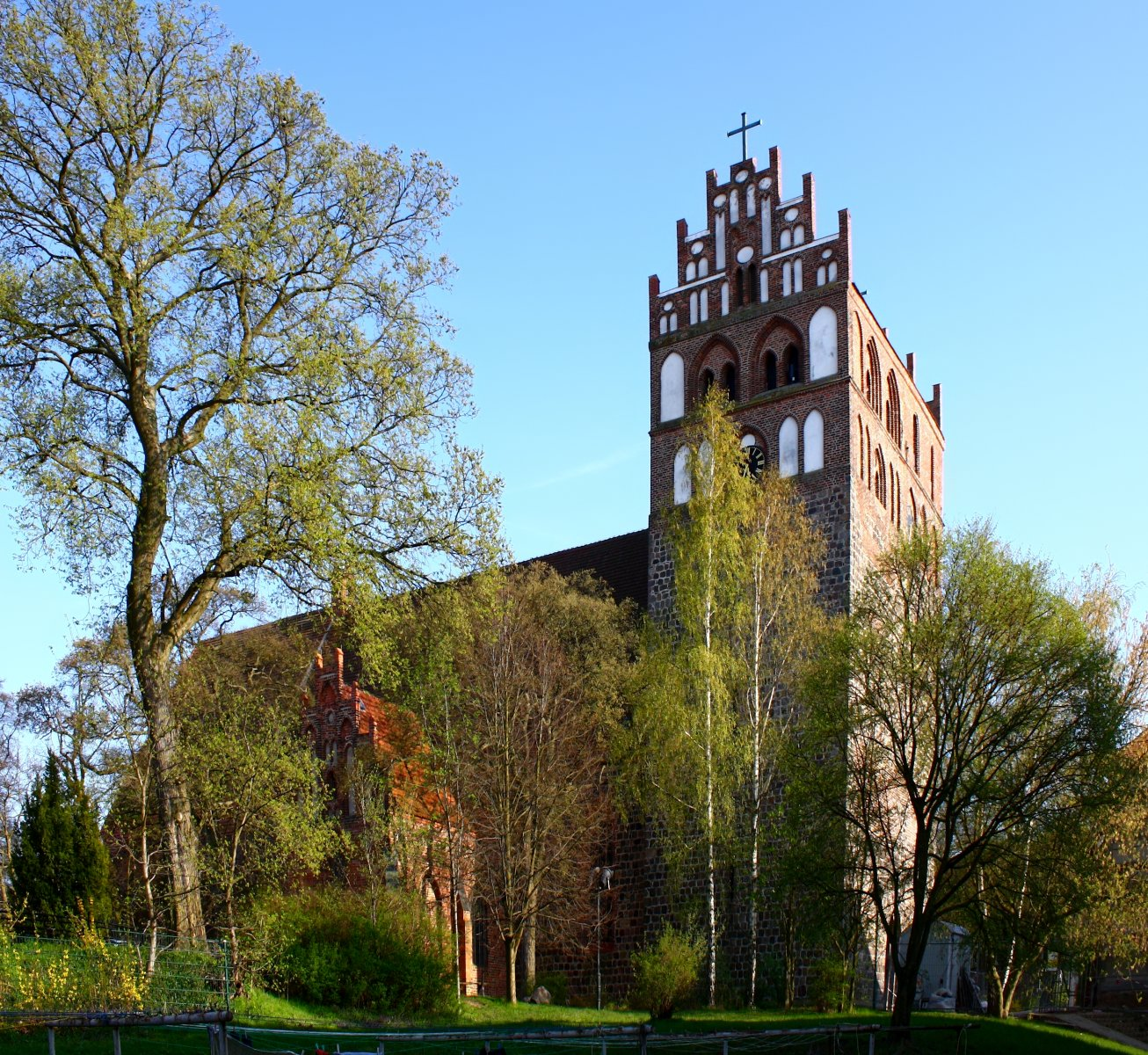
St. Marien von Norden

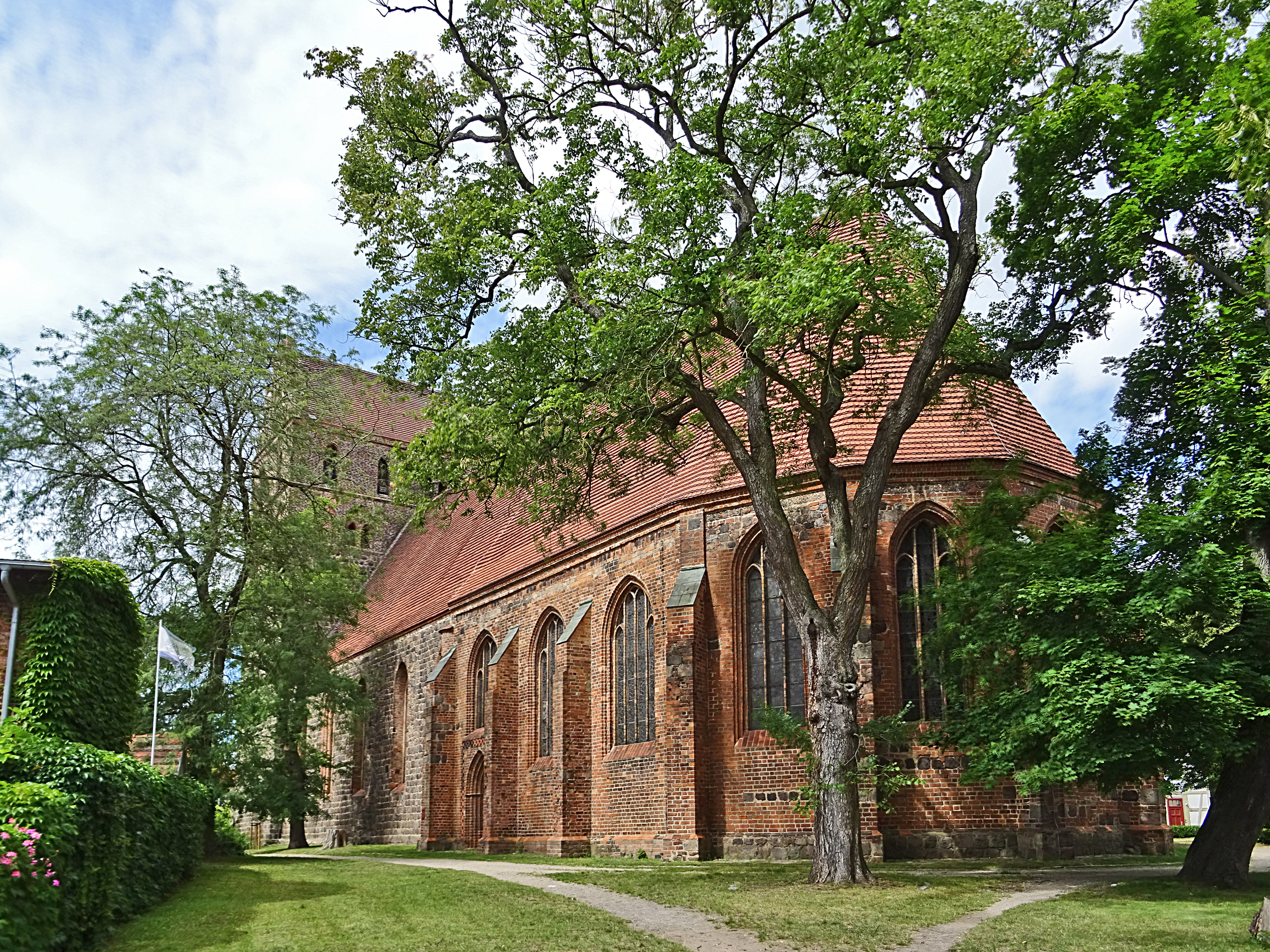
Ostansicht

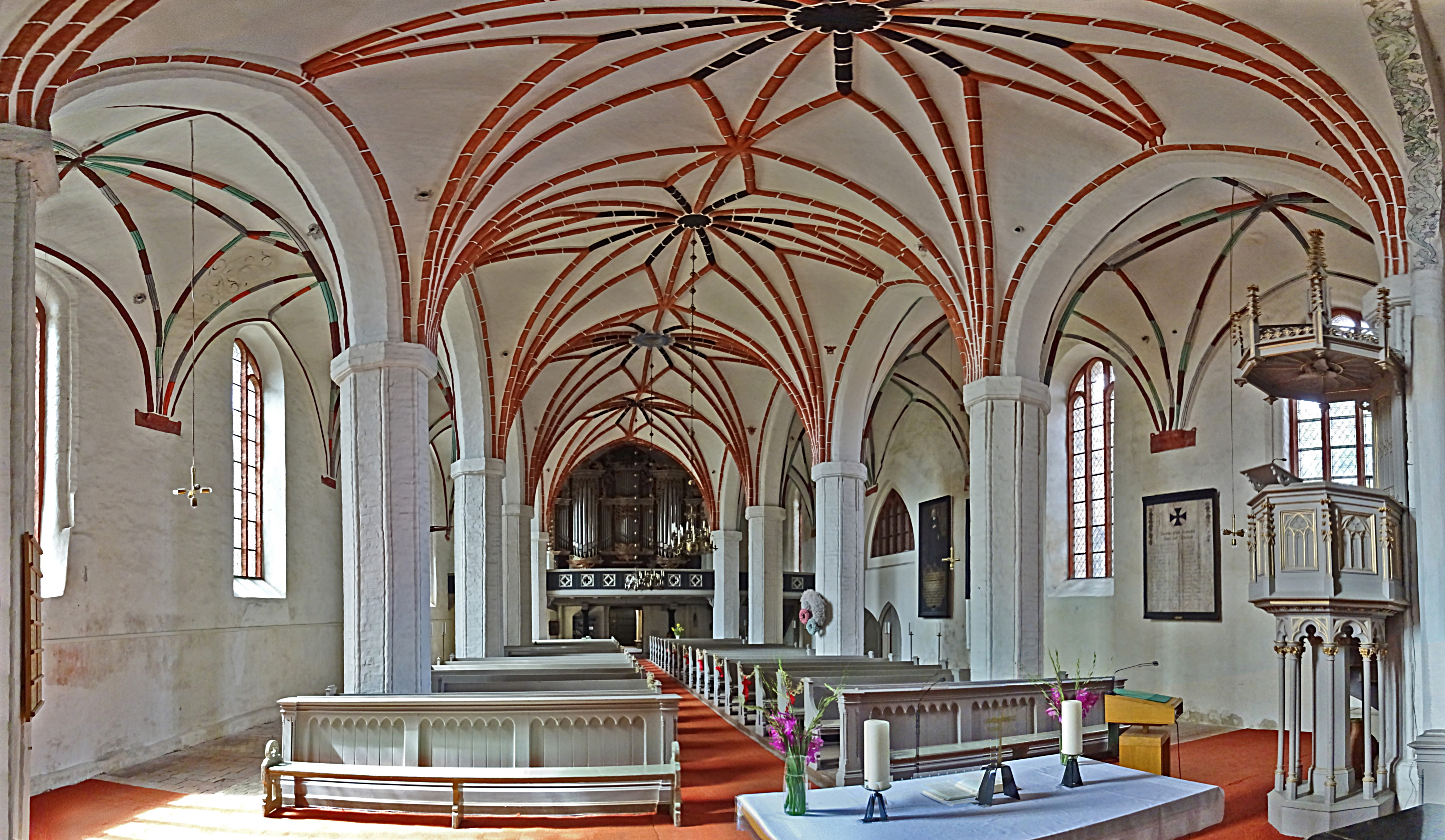
Innenansicht nach Westen

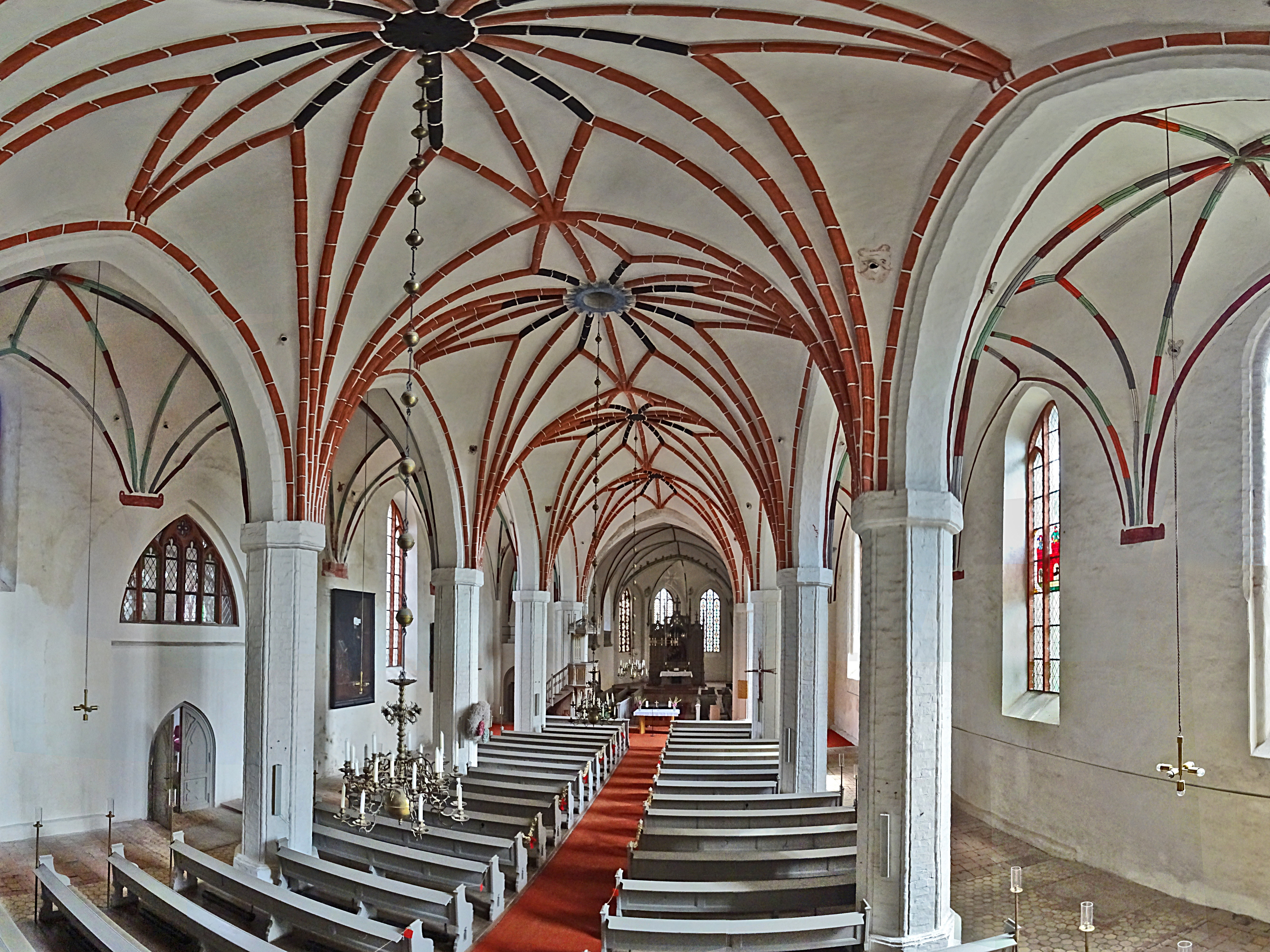
Innenansicht nach Osten

Die mittelalterliche Stadtpfarrkirche Sankt Marien in Angermünde ist die evangelische Hauptkirche der Stadt. Sie entstand im 13. Jahrhundert aus Feldsteinquadern und erhielt im 15. und 16. Jahrhundert durch backsteingotische An- und Umbauten ihr heutiges Aussehen. Der Innenraum wird durch eine neugotische Ausstattung aus dem Jahr 1868 geprägt. Die Kirchengemeinde gehört zum Kirchenkreis Uckermark der Evangelischen Kirche Berlin-Brandenburg-schlesische Oberlausitz.

## Baugeschichte
Von einem vermuteten Vorgängerbau konnten bislang keine Reste nachgewiesen werden. Die Vermutung beruht auf der Tatsache, dass die Stadtgründung im Jahr 1233 erfolgte, die erste Bauphase jedoch erst um 1254 beendet wurde. In dieser Zeit entstanden der Westbau und das dreischiffige Langhaus der Marienkirche mit fünf Jochen aus behauenem Feldstein. Dieser erste Kirchenbau setzt sich damit für den Betrachter gut erkennbar von den späteren Erweiterungsbauten ab. Die Bauforschung vermutet, dass dieser erste Bau durch einen geraden Chor nach Osten abgeschlossen wurde. Er hatte die Sakristei bereits an seiner Nordseite. Dendrochronologische Untersuchungen im 21. Jahrhundert ergaben, dass das Holz für die Sakristei um 1486 und für die Balken über dem Langschiff um 1691 geschlagen worden sein muss. Im 15. Jahrhundert begannen die Erweiterungsbauten. Der Westbau wurde um zwei Turmgeschosse erhöht und erreichte in Verbindung mit den Staffelgiebeln eine Höhe von 53 Metern. An der Nordseite entstand 1470 die mit einem backsteingotischen Treppengiebel abgeschlossene Marienkapelle, die von außen ein Querschiff andeutet. Das alte Langhaus wurde eingewölbt. Die dreischiffige Hallenkirche wurde von 1520 bis 1526 um einen neuen backsteingotischen Chor mit fünfseitigem Schluss ergänzt und mit einem Sternengewölbe überspannt. Dieser wurde asymmetrisch mit zwei Schiffen aufgeführt, den Raum des nördlichen Seitenschiffs nimmt die Sakristei ein, die in diesem Zuge eine Empore erhielt. Sowohl nach Norden wie nach Süden springt der östliche Teil der Marienkirche damit über die Baulinie des schmaleren Langhauses vor. Das östlichste Gewölbe des Chors ist polygonal ausgeführt und kaschiert so einen Teil der Asymmetrie des Bauwerks. Eine ähnliche Chorlösung zeigt die Stadtkirche in Mittweida.
Die Marienkirche wurde 1867 geringfügig umgebaut und von Grund auf nach damaliger Vorstellung restauriert, einschließlich einer damals geschaffenen neugotischen in Grautönen gefassten Innenausstattung aus dem Jahr 1868.  1978 ließ die Gemeinde das Dach neu eindecken und den Innenraum restaurieren. Ende des 20. Jahrhunderts stellte sie einen Schaden an Dachstuhl, Balken und Fassaden fest, vermutlich aufgrund mangelhafter Wasserableitung des Daches. Die Mauerkrone sowie fast alle Balkenköpfe wurden daraufhin ersetzt. In mehreren Bauabschnitten in den Jahren 2002 bis 2005 konnte der Schaden repariert werden. Dabei konnten Restauratoren gleichzeitig den Weinrankenfries am Traufbereich des Chores im Osten und Süden des Bauwerks sichern und konservieren. Er stammt vermutlich aus dem 19. oder dem Anfang des 20. Jahrhunderts. Experten vermuten, dass die Friese in der Franziskanerkirche in Angermünde und Chorin als Vorbild herangezogen wurden.

## Ausstattung

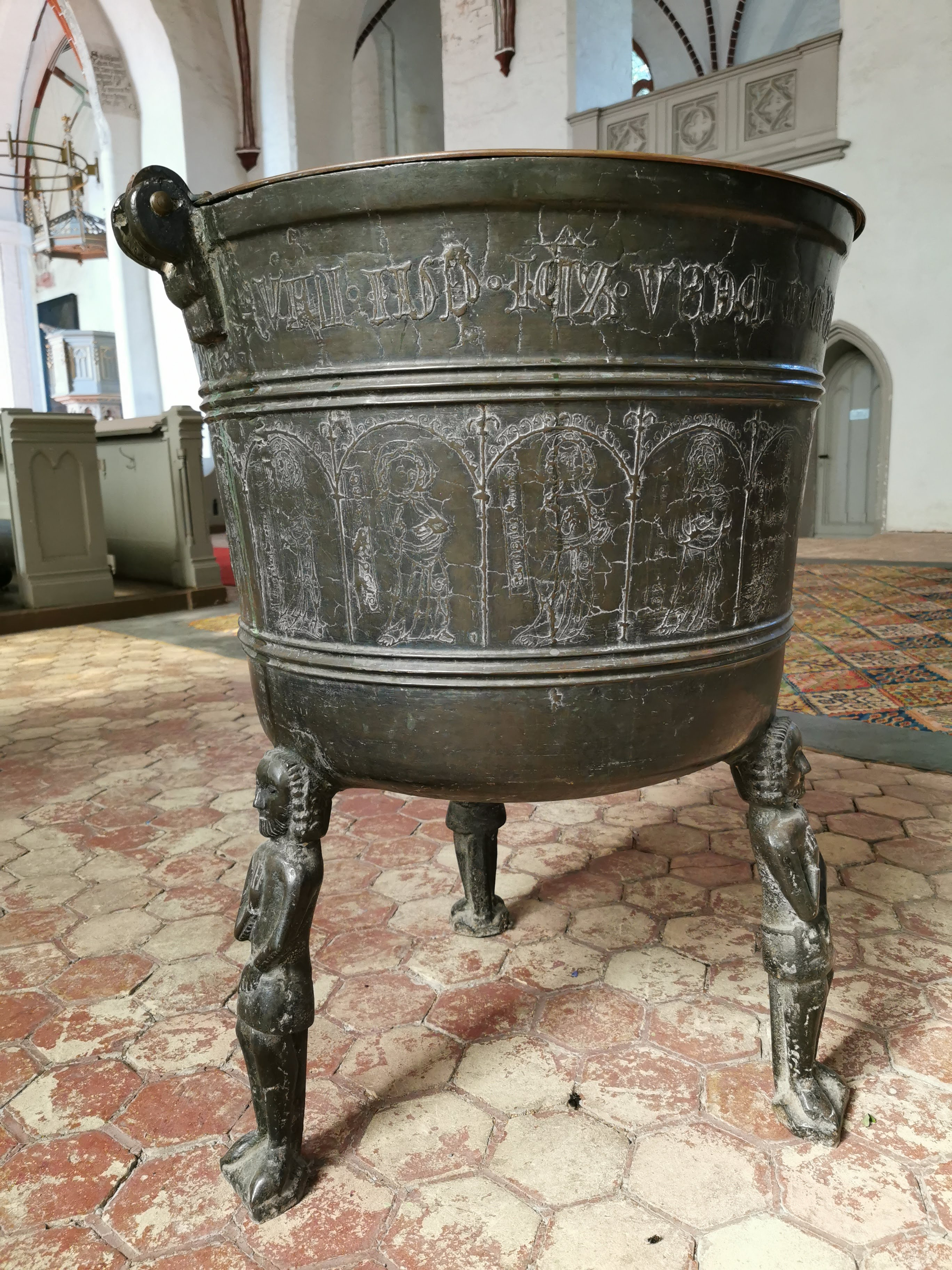
Bronzetaufbecken (Fünte)

Die Kirche wurde im 15. und 16. Jahrhundert im Inneren mit Fresken ausgestattet, die später übertüncht wurden. Zu dieser Zeit befanden sich bis zu 17 Nebenaltäre, ein großes Triumphkreuz mit neun Heiligenfiguren (heute in Berlin, Stadtmuseum) sowie der noch erhaltene Altar von 1601 in dem Sakralbau.
Die aktuelle Ausstattung geht weitgehend auf die in Grautönen gehaltene neogotische Einrichtung des Kirchenraums von 1868 zurück. Zu ihr gehören neben der Kanzel, den Emporen und dem Gestühl vor allem der Hochaltar mit einem großen Gemälde der Erweckung des Lazarus in Anlehnung an ein Vorbild von Peter Paul Rubens.
Von der älteren Kirchenausstattung sind in der Marienkapelle aufgestellt: 

Von einem 1601 durch die Frau des Bürgermeisters Krummkrüger gestifteten Schnitzaltar mit fast vollplastischen Reliefs zwei Kastenfelder (Himmelfahrt, Abendmahl) und darüber eine frei stehende Kreuzigung, sowie ein Relief des Guten Hirten über dem Eingang. Weitere Schnitzfiguren dieses alten Altars befinden sich heute im Stadtmuseum Berlin.
Im Chor steht die bronzene gotische Fünte aus dem 14. Jahrhundert. Sie wird von drei Männerfiguren getragen und ist mit 16 in Arkaden stehenden Heiligen, einer Anbetung der Könige und einer Taufe Christi  bebildert. Die Übersetzung der Inschrift lautet: „Gelobet sei der Name unseres allmächtigen Gottes, auch durch mich, Joh[ann]es. Justus“. Justus war wohl der Glockengießer, der die Fünte hergestellt hatte.

Einige der spätmittelalterlichen Ausmalungen sowie die Farbgestaltung von 1526 wurden bei der Sanierung 1976 wieder freigelegt. 1909 erfolgte eine Ausschmückung mit gotisierenden Motiven.
1911 wurden die mehrbahnigen Glasfenster aus farbigen Ornamenten im Chor gestiftet. Nach dem Ende des Zweiten Weltkrieges setzte man aus zerbrochenen Scheiben ein Scherbenfenster an der südlichen Chorwand neu zusammen. Am westlichen Ende des Kirchenschiffs befindet sich ein weiteres Fenster mit dem Stadtwappen und der Datumsangabe „26. April 1945“ – dem Ende des Zweiten Weltkrieges in Angermünde. 

An die Chornordwand ist eine Tafel aus Sandstein montiert mit dem Stammbaum des Bürgermeisters Krummkrüger und seiner Ehefrau. Sie stiftete den Renaissance-Altar, dessen Reste in der Marienkapelle stehen.
An der nördlichen Wand des Kirchenschiffs hängen zwei ganzfigurige, in Öl gemalte Pastorenbildnisse aus dem 18. Jahrhundert. Sie zeigen die Pröpste Sigmund Bärensprung und Joachim Stegemann.

In der südwestlichen Ecke des Kirchenschiffs steht ein langer Eichenkasten aus dem 13. Jahrhundert. Die örtliche Überlieferung, der zufolge es sich um einen Schatzkasten gehandelt haben soll, mit dem das Lösegeld für den Markgrafen Otto IV. bezahlt wurde, ist nicht mehr als eine Legende ohne historischen Kern.

## Orgel

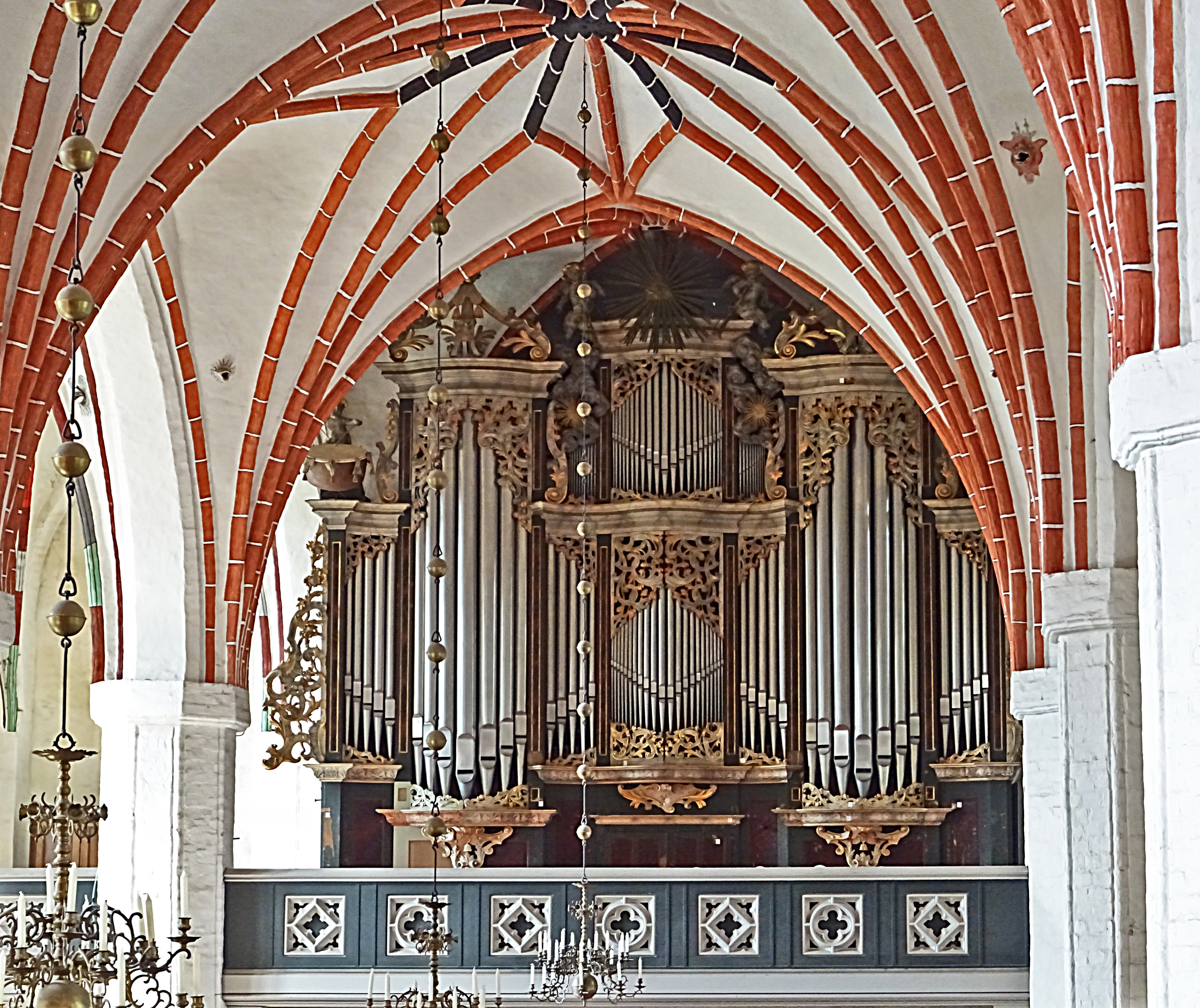
Wagner-Orgel

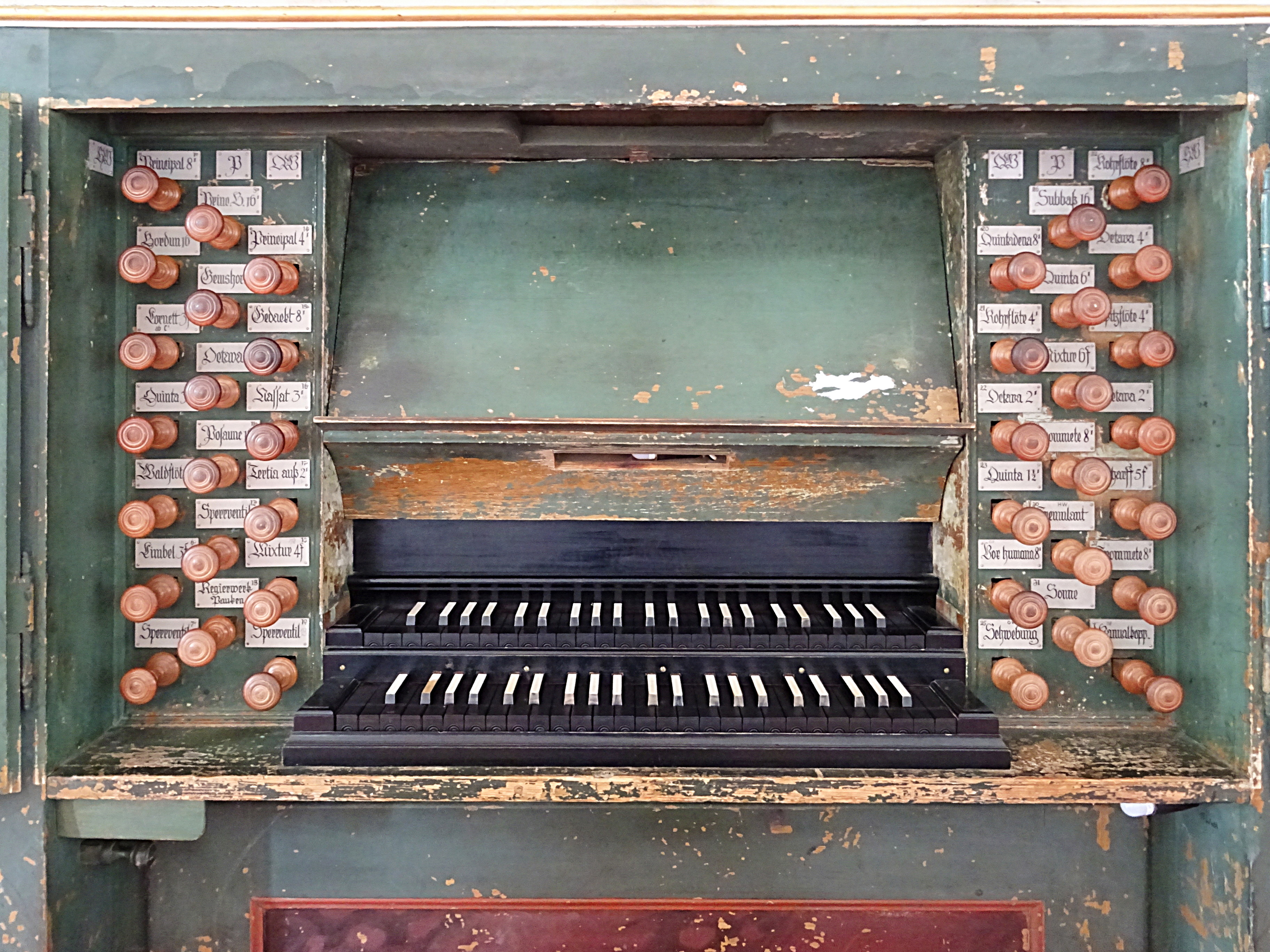
Spielschrank

Die Barockorgel schuf der Orgelbauer Joachim Wagner in den Jahren 1742 bis 1744. Sie verfügt über 30 Register sowie ein Beiwerk aus zwei Zimbelsternen, zwei Trompetenbläsern, zwei Tremulanten und zwei Pauken. Die Orgel besteht aus rund 2000 Pfeifen und wurde (nach Dispositionsänderungen durch Carl August Buchholz im Jahr 1845) in den Jahren 1964 bis 1976 von der Firma Schuke aus Potsdam restauriert.
Die 30 Register der Orgel sind auf zwei Manuale und Pedal verteilt und haben die folgende Disposition:
| I Hauptwerk CD–c3 |                    |     |
| 1.                | Bordun             | 16′ |
| 2.                | Principal          | 8′  |
| 3.                | Rohrflöte          | 8′  |
| 4.                | Octava             | 4′  |
| 5.                | Spitzflöte         | 4′  |
| 6.                | Quinta             | 3′  |
| 7.                | Octava             | 2′  |
| 8.                | Waldflöte          | 2′  |
| 9.                | Cornet III (ab c1) |     |
| 10.               | Scharff V          |     |
| 11.               | Cimbel III         |     |
| 12.               | Trompet            | 8′  |
|                   | Tremulant          |     |

| II Oberwerk CD–c3 |               |        |
| 13.               | Gedackt       | 8′     |
| 14.               | Quintadena    | 8′     |
| 15.               | Principal     | 4′     |
| 16.               | Rohrflöte     | 4′     |
| 17.               | Nassat        | 3′     |
| 18.               | Octava        | 2′     |
| 19.               | Tertia aus 2′ | 1 3⁄5′ |
| 20.               | Quinta        | 1 ⁄2′  |
| 21.               | Mixtur IV     |        |
| 22.               | Vox humana    | 8′     |
|                   | Schwebung     |        |

| Pedal CD–d1 |              |     |
| 23.         | Principalbaß | 16′ |
| 24.         | Subbaß       | 16′ |
| 25.         | Gemshorn     | 8′  |
| 26.         | Quinta       | 6′  |
| 27.         | Octava       | 4′  |
| 28.         | Mixtur VI    |     |
| 29.         | Posaune      | 16′ |
| 30.         | Trommete     | 8′  |

- Nebenregister: Sonne (Zimbelstern), Pauken
- Koppeln: Manualkoppel
- Spielhilfen: 3 Sperrventile

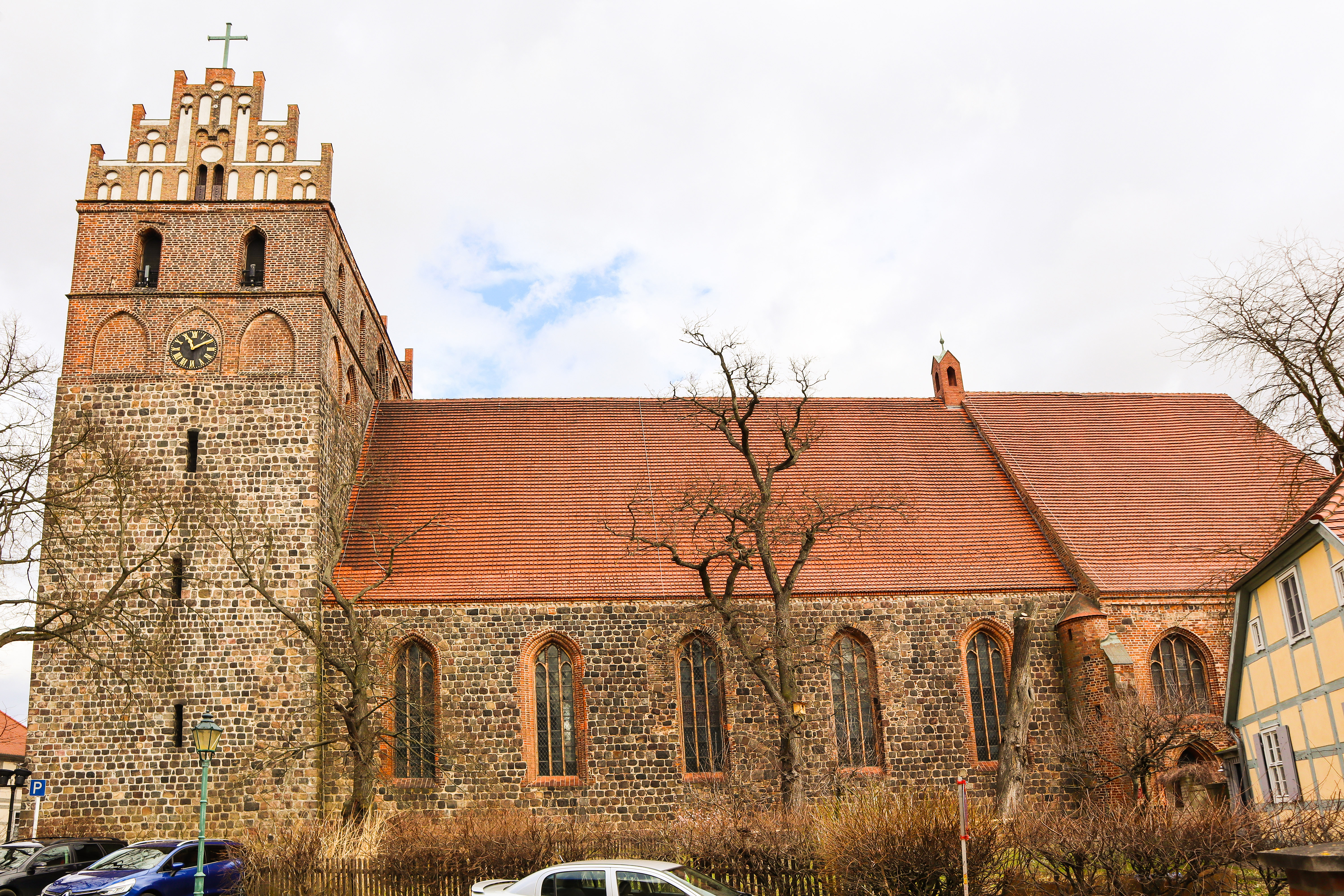
Ansicht von Süden
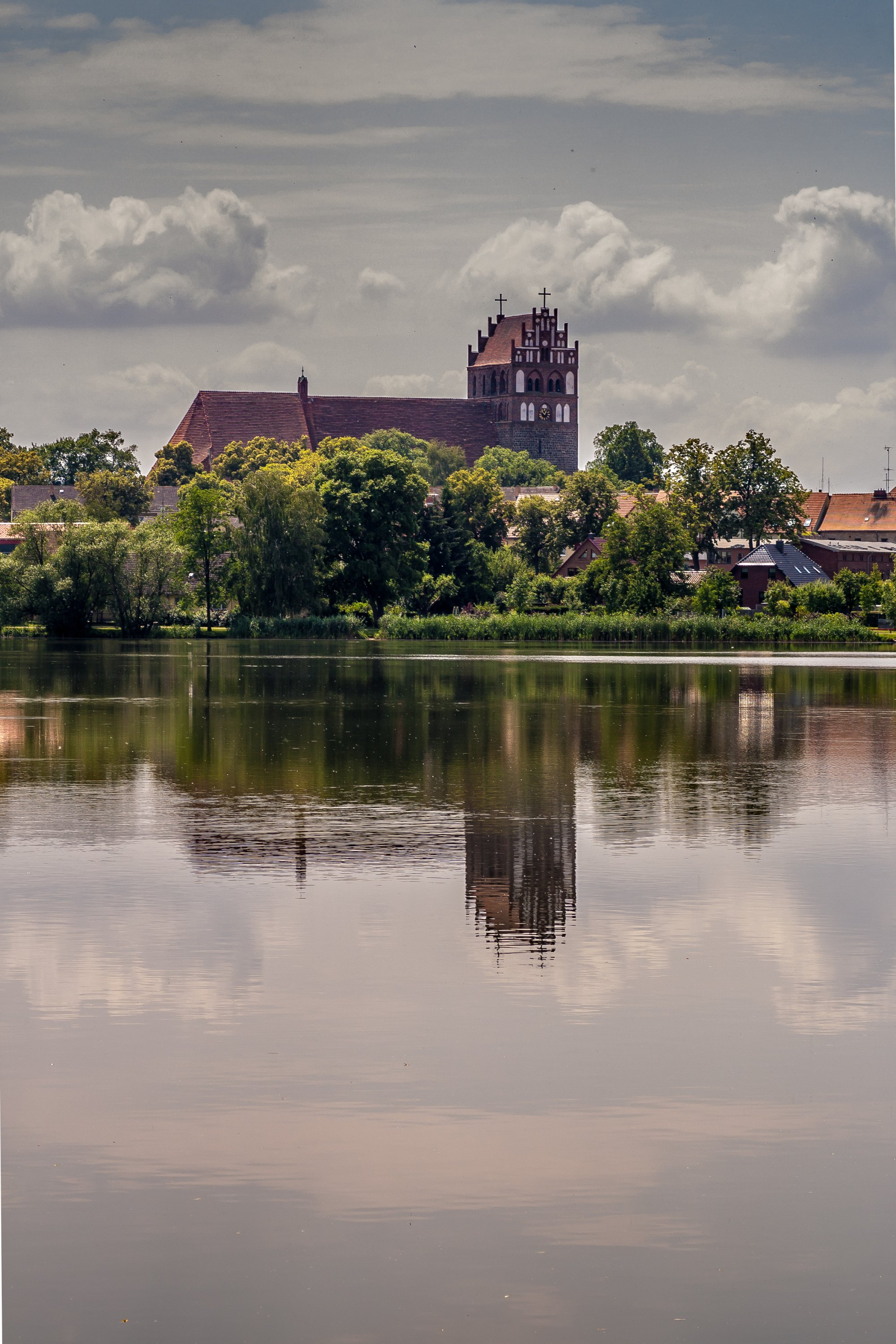
Von Norden über den Mündesee gesehen
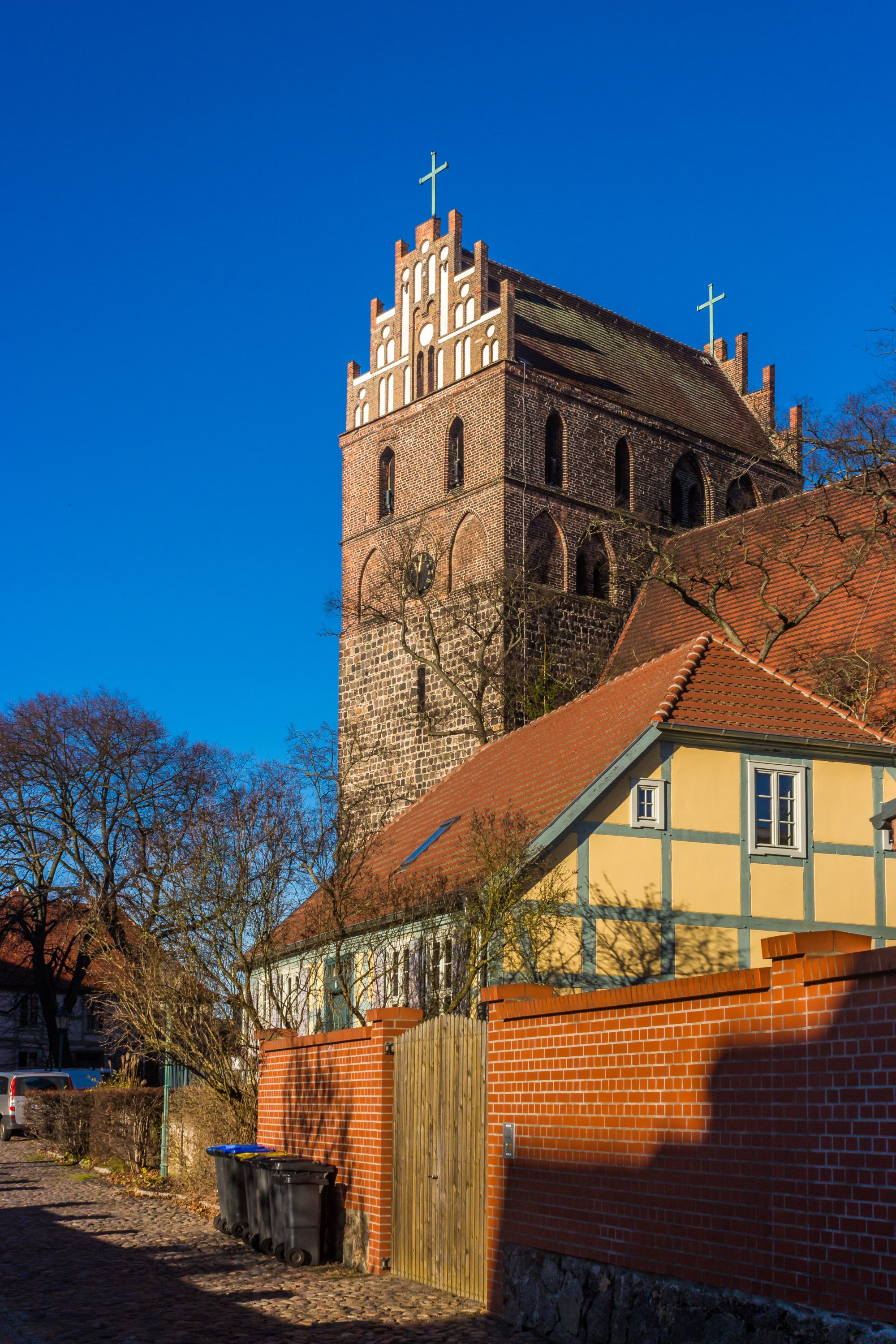
Stadtpfarrkirche St. Marien
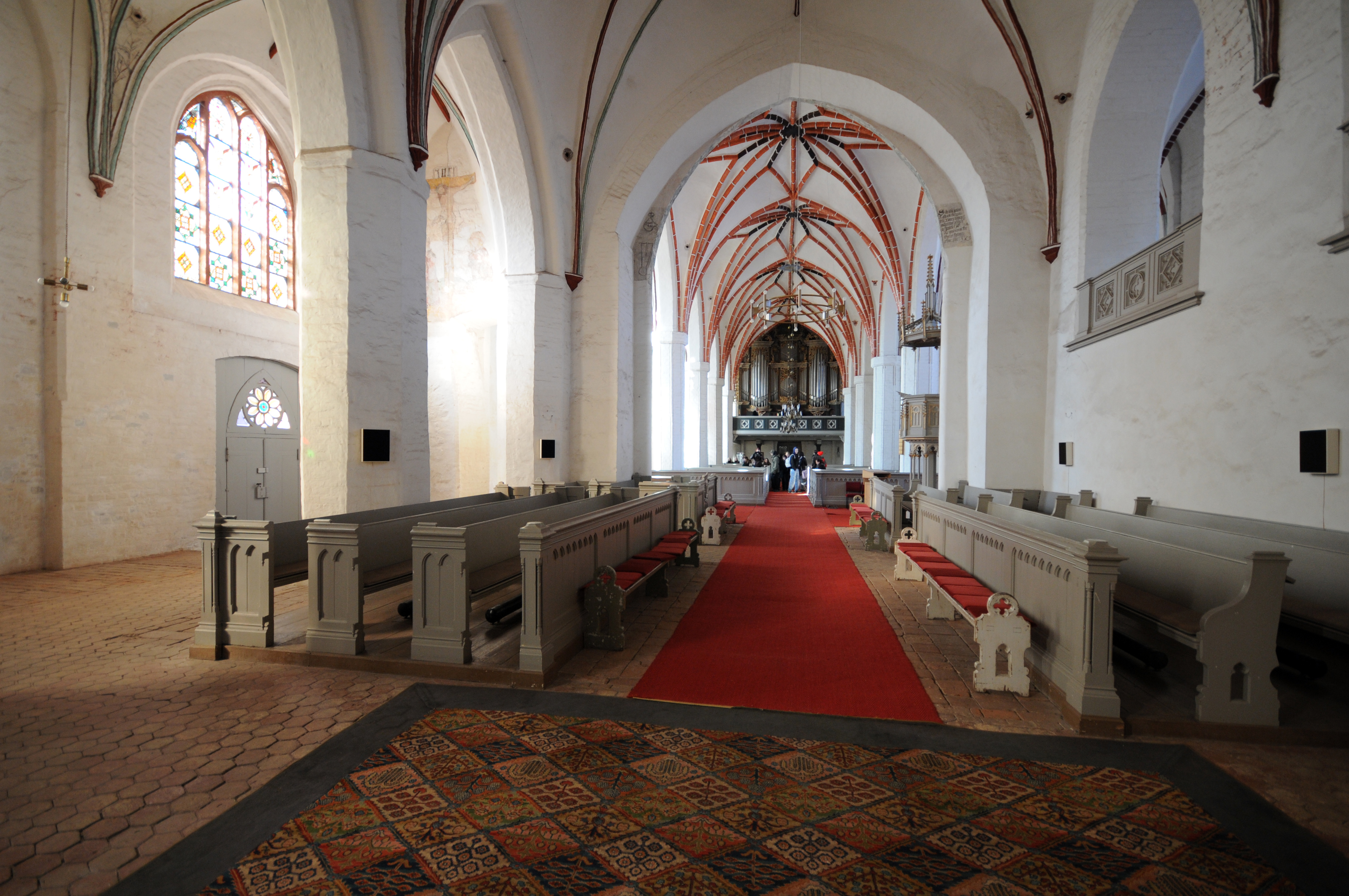
Blick aus dem asymmetrischen Chor nach Westen
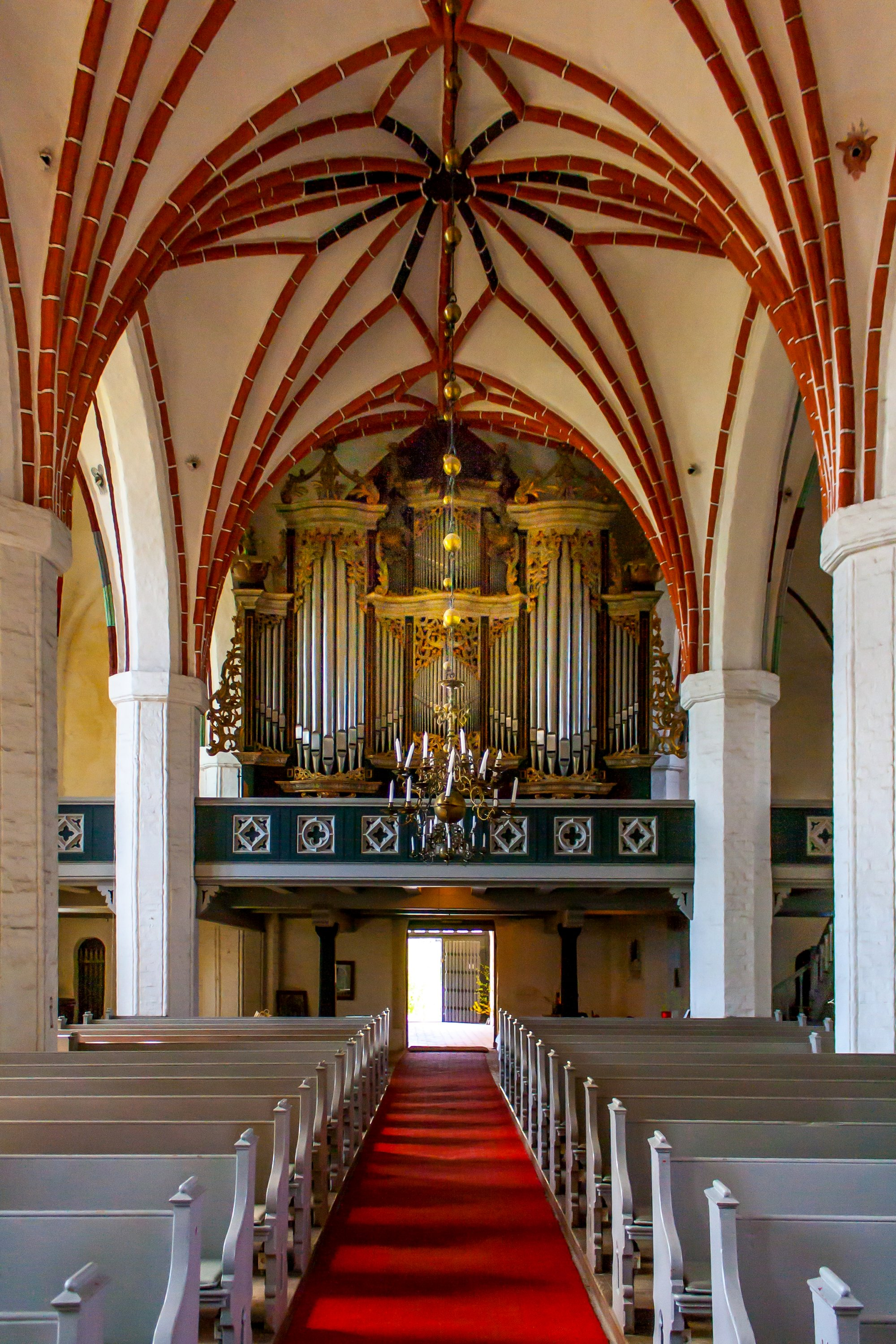
Innenansicht mit Wagner-Orgel
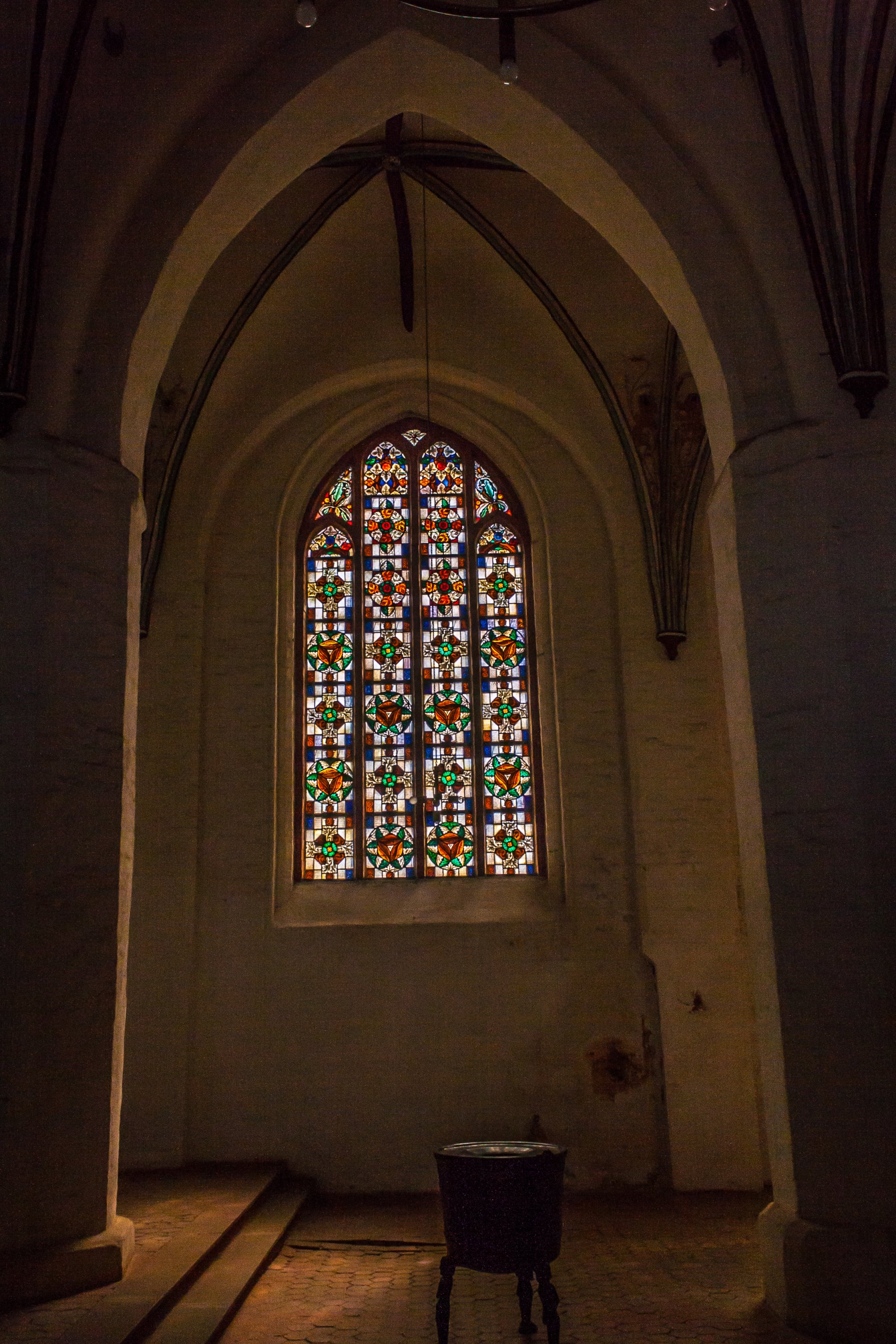
Taufbecken
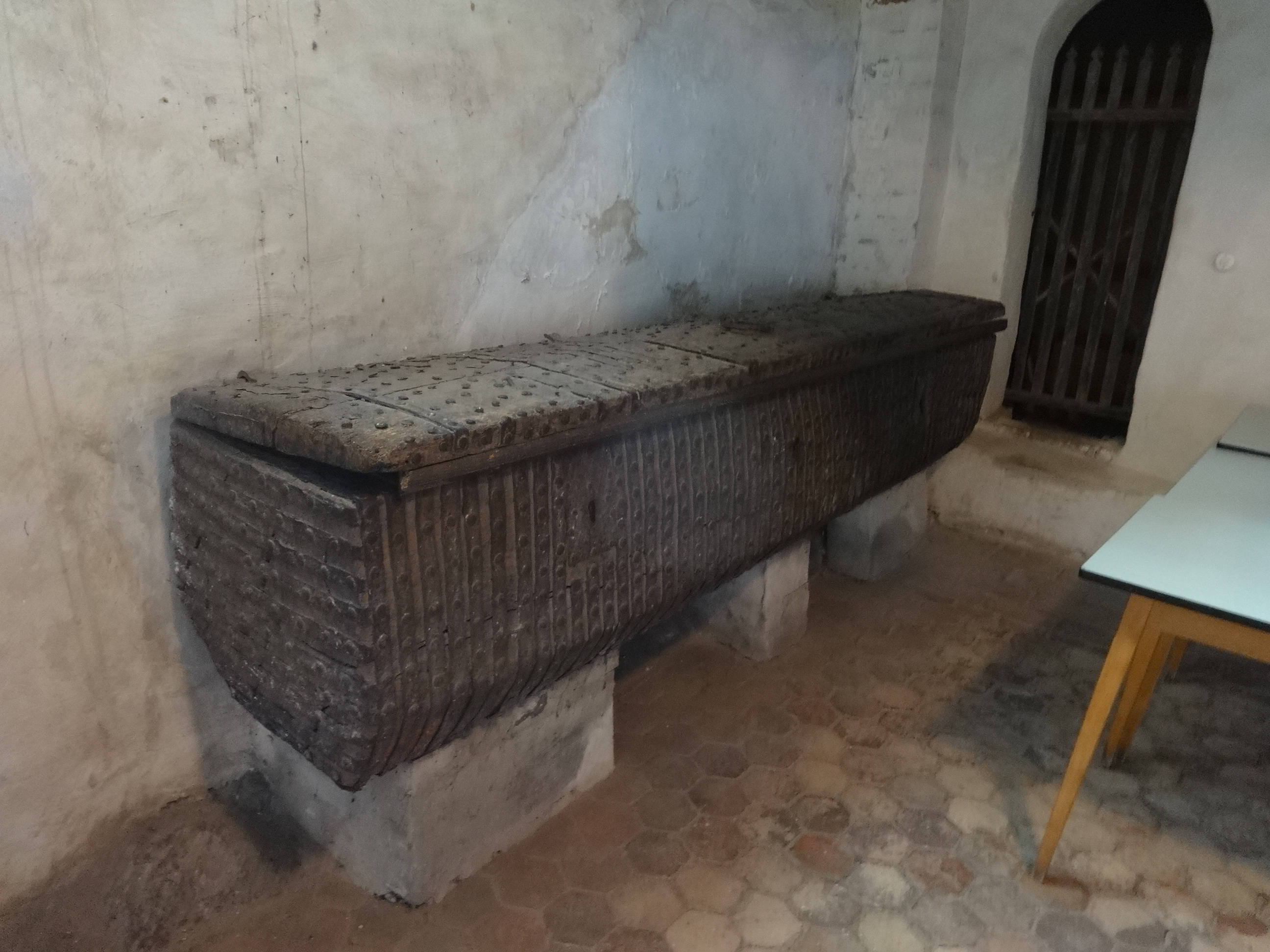
„Schatzkiste“ aus dem 13. Jahrhundert
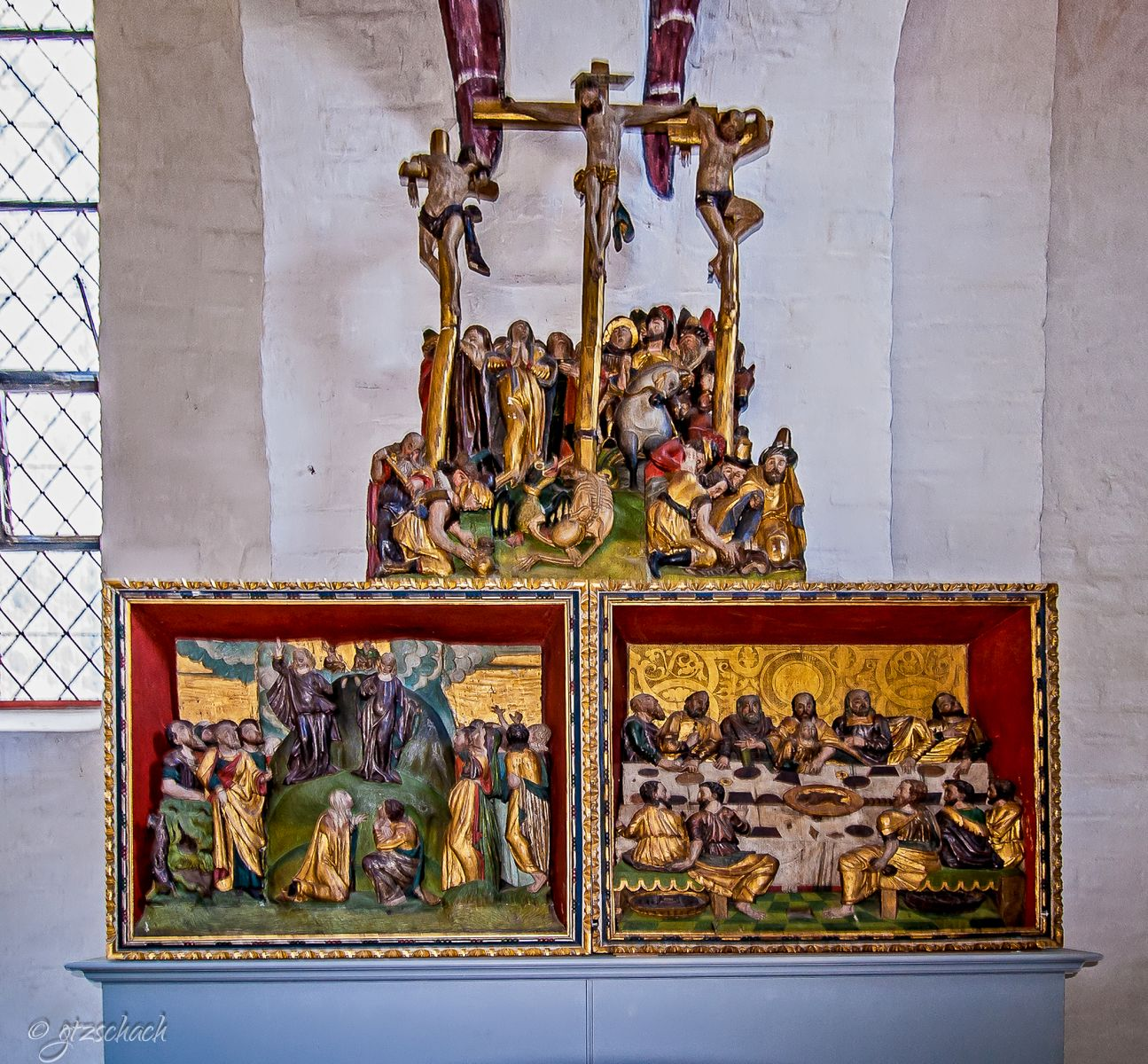
Renaissance-Altar von 1600
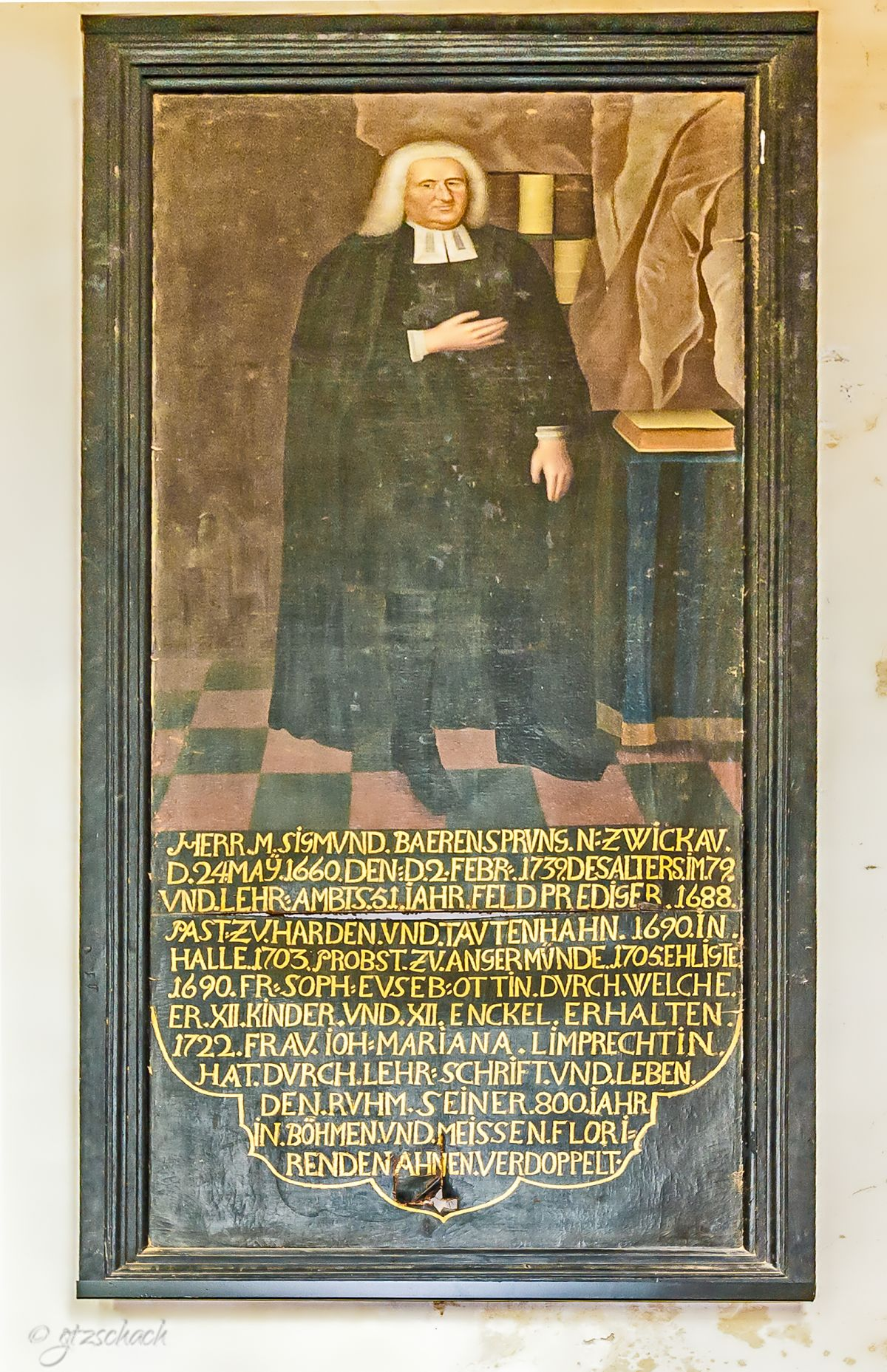
Propst Sigmund Bärensprung 1660–1739